# 國債鐘

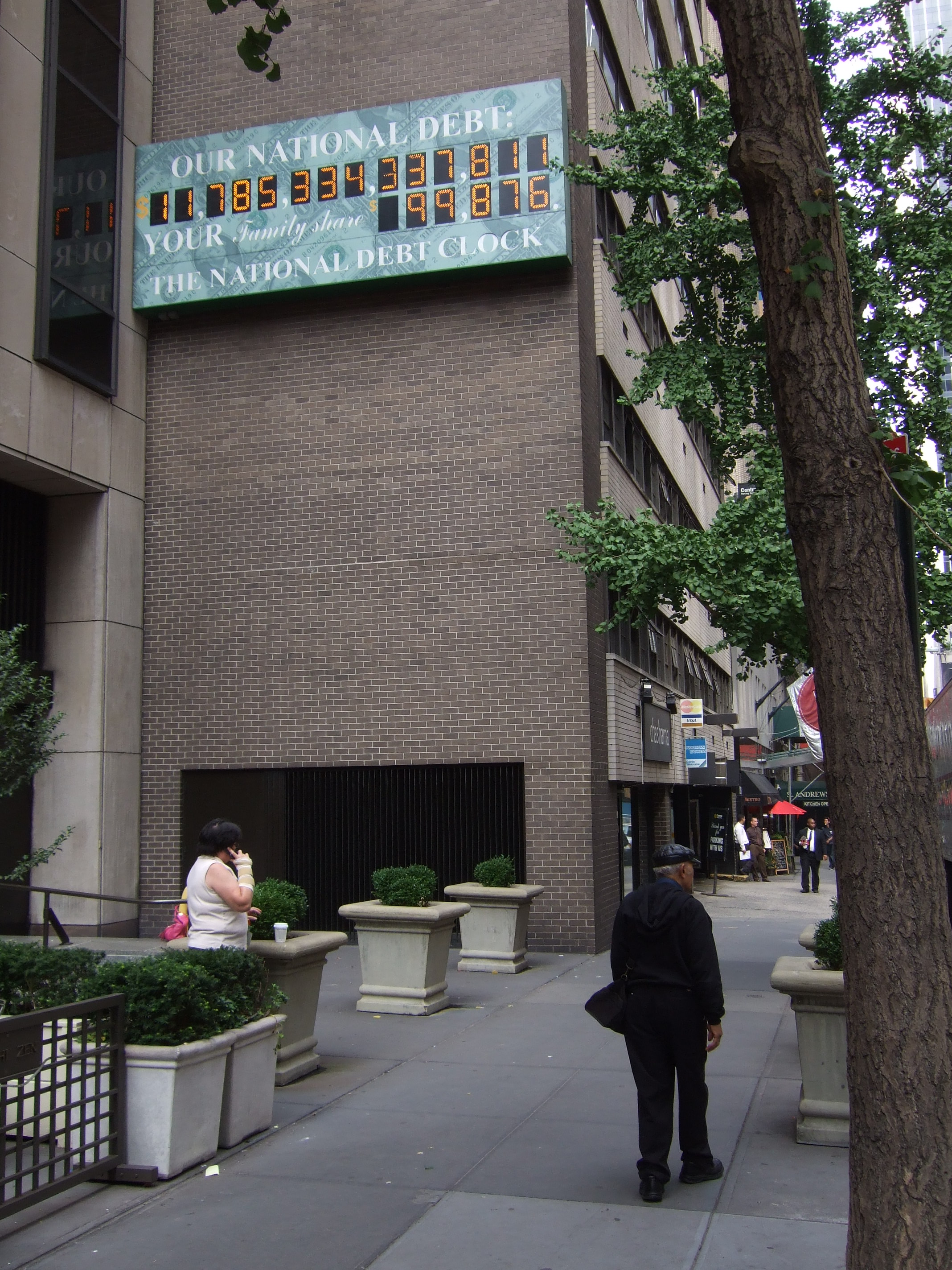
國債鐘攝於2009年9月15日，螢幕顯示當時國債接近11.8万亿美元、每一美國家庭平均負擔近10萬美元

國債鐘（英語：National Debt Clock）是一個告示牌大小的累加制點陣顯示器，它持續地更新數據去顯示目前美國國債總額以及每一個美國家庭所負擔的債務金額。美國國債鐘目前設置在美國紐約市曼哈頓區的第六大道上。

## 歷史
國債鐘最早是由美國紐約的地產開發商賽梅爾‧杜斯特（Seymour Durst）發明與贊助並且在1989年設置。1995年，國債鐘的創始人賽梅爾逝世，其子道格拉斯負責的杜斯特地產公司（Durst Organization），負起了經營國債鐘的責任。2009年9月，道格拉斯·杜斯特的堂兄弟喬那森·杜斯特（Jonathan Durst），同時也是杜斯特地產公司會的共同經營者，逐漸負起公司總經理的業務。在與紐約時報（The New York Times）的會晤中，喬那森表示他將會在道格拉斯身後維持國債鐘的運作。
道格拉斯·杜斯特曾經說過：「我們是一個家族企業，家族企業的特點就是我們總是牽掛著下一個世代。我們不希望下一個世代因為國債顛躓而行。（"We're a family business. We think generationally, and we don't want to see the next generation crippled by this burden."）」他表示國債鐘代表一個不分黨派的要務，並且表示這個計畫的動機是為了維持世代間公平。
根據道格拉斯的說法，他的父親在至少1980年的時候就開始關注持續增長中的國債，於是他在那年對參議院及眾議院議員和的新年賀卡上寫下：「新年快樂，你所負擔的人均國民債務為$35,000美元。（"Happy New Year. Your share of the national debt is $35,000"）」
在賽梅爾80歲出頭時，他初步規劃了國債鐘的設置，然而那時候國債鐘的即時更新技術未臻成熟。
2004年，原本的國債鐘被拆解，並被移至現在的新位置。2008年，美國國債首次正式突破10万亿美元，造成國債鐘破表，引發媒體報導關注。

### 第一座鐘

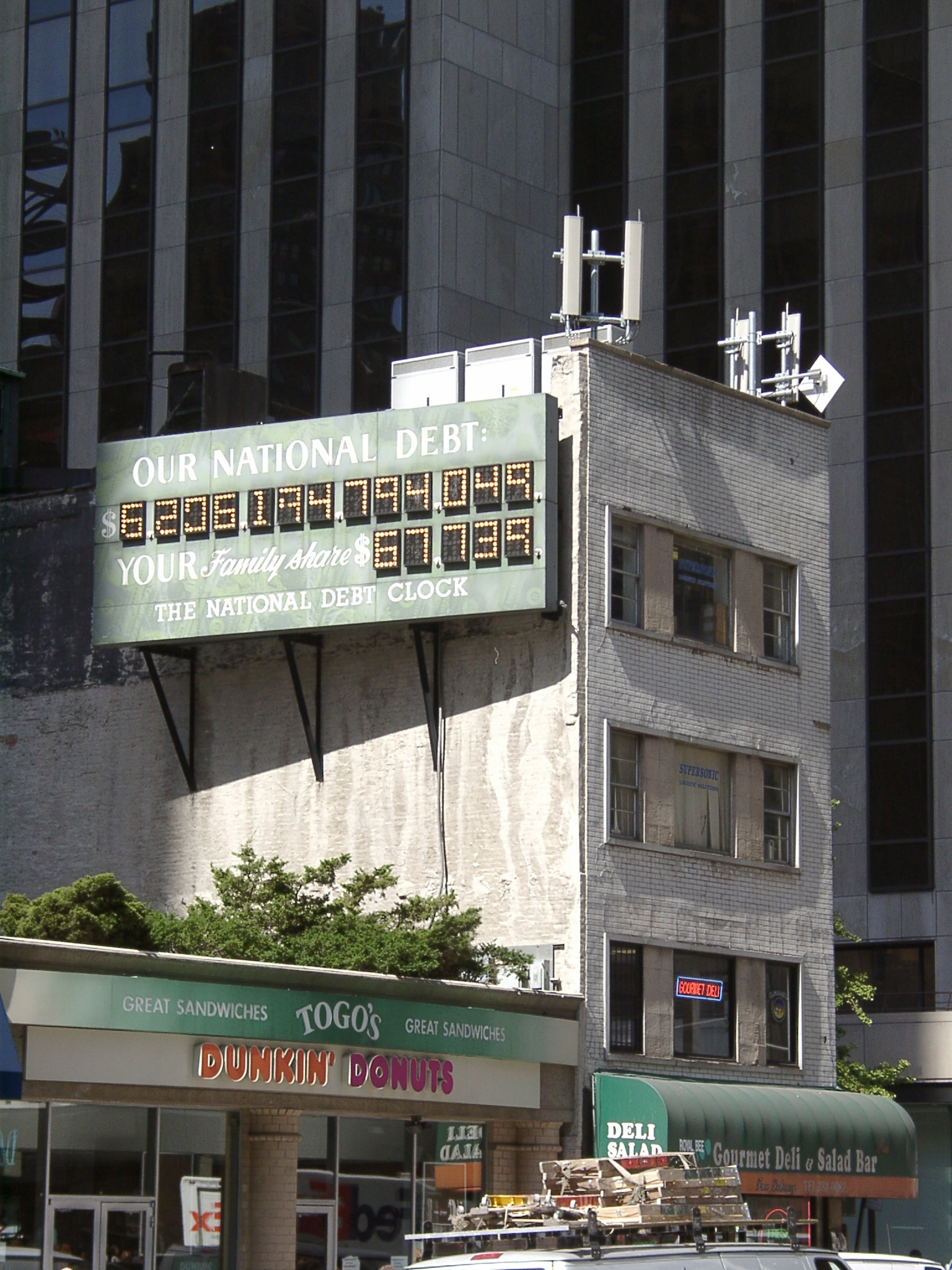
紐約時代廣場附近的第一座國債鐘（2002）

1989年，第一座國債鐘正式設立，高約11乘26英尺（3.4乘7.9），耗資十萬美元，設立時美國國債為2.7万亿美元。
第一座國債鐘設立於時代廣場，在第六大道 （Sixth Avenue）的杜斯特企業的建築上。向北面對42街（42nd Street）及布萊恩特公園（Bryant Park），旁邊則是紐約的著名公司Artkraft Strauss。
國債鐘是是一個告示牌大小的累加制點陣顯示器。和第二座鐘一樣，國債鐘上數字的變率是以國債的成長速度進行估計，並每周依美國財政部公布的數據進行更新
在賽梅爾·杜斯特過世之前，國債鐘的更新都是由他本人自電腦調整。賽梅爾辭世之後，Artkraft Strauss接手了每周更新數字的任務。
西元2000年時，由於美國經濟好轉，債務開始降低。然而國債鐘的預設值中並沒有預期到債務會負成長，因此國債鐘的運算功能出現了異常。於是在2000年9月，國債鐘被切斷了電源，並以紅、藍、白三色的布將國債鐘罩住，當時的美國國債約為5.7万亿美金。然而，隨著債務再度增加，國債鐘又於2002年7月重新運作，當時的美國國債約為6.1万亿美金。

### 第二座鐘
2004年，原本的鐘從移往42街被移除。並設置一座新的鐘。原先的建築劃入布萊恩特公園一號。新的鐘具有倒數的功能，並安裝於距離原址一個街區以外的一棟建築的牆壁上。新的鐘具有比第一座鐘具有更高的解析度，使閱讀更容易。
2008年9月30日，由於金融危機的影響，美國國債躍升到了10兆美金。媒體發現國債鐘的位數不足，首次出現了爆表的問題。因此，國債鐘現在正在計畫增加兩個位數。

## 類似設計

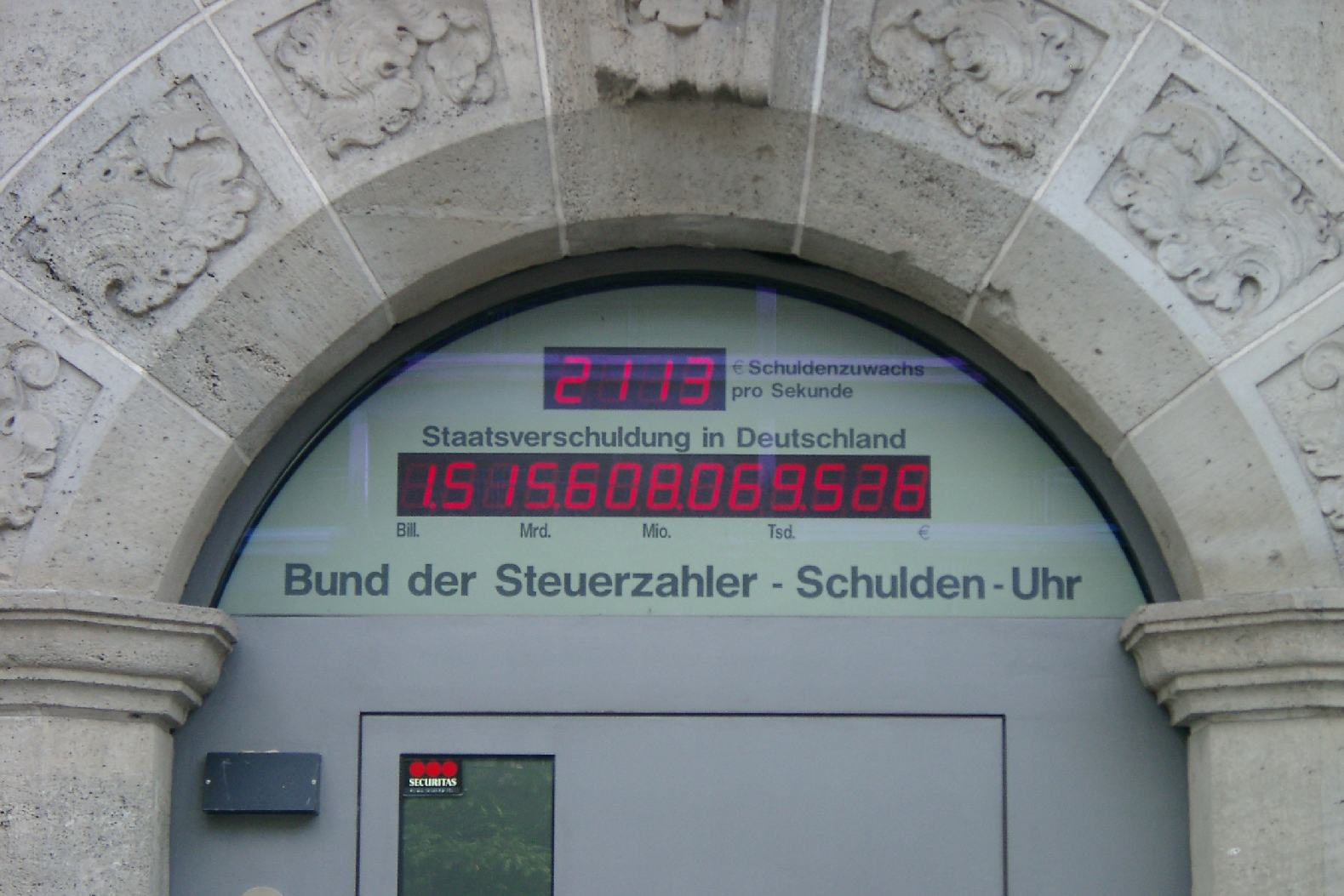
位於德國國稅局（Bund der Steuerzahler）的德國國債鐘

美國國債鐘的設計被世界各地採納並設置，有設置實體鐘或線上公佈等。此外，類似的計數設計還有顯示核子安全的末日之鐘。

### 中華民國
中華民國財政部也於2010年12月起，固定於每月7日公布截至上月底最新國債訊息於其網站首頁暨該部正門及側門電子看板，公布內容包含「中央政府1年以上債務未償餘額」、「中央政府短期債務未償餘額」，及「平均每人負擔債務金額」等3項資訊；並自2011年12月起，增設中央及地方債務資訊於財政部所屬國稅局、國有財產署及關務署暨行政院設置於全國鐵公路車站、監理處、衛生署所屬醫療院所、高速公路服務區LED跑馬燈宣導據點等約195處公告處所。

## 外部連結
- （英文）美國國債鐘（页面存档备份，存于）
- treasurydirect.gov（页面存档备份，存于）